# Noord-Seeland (Denemarken)

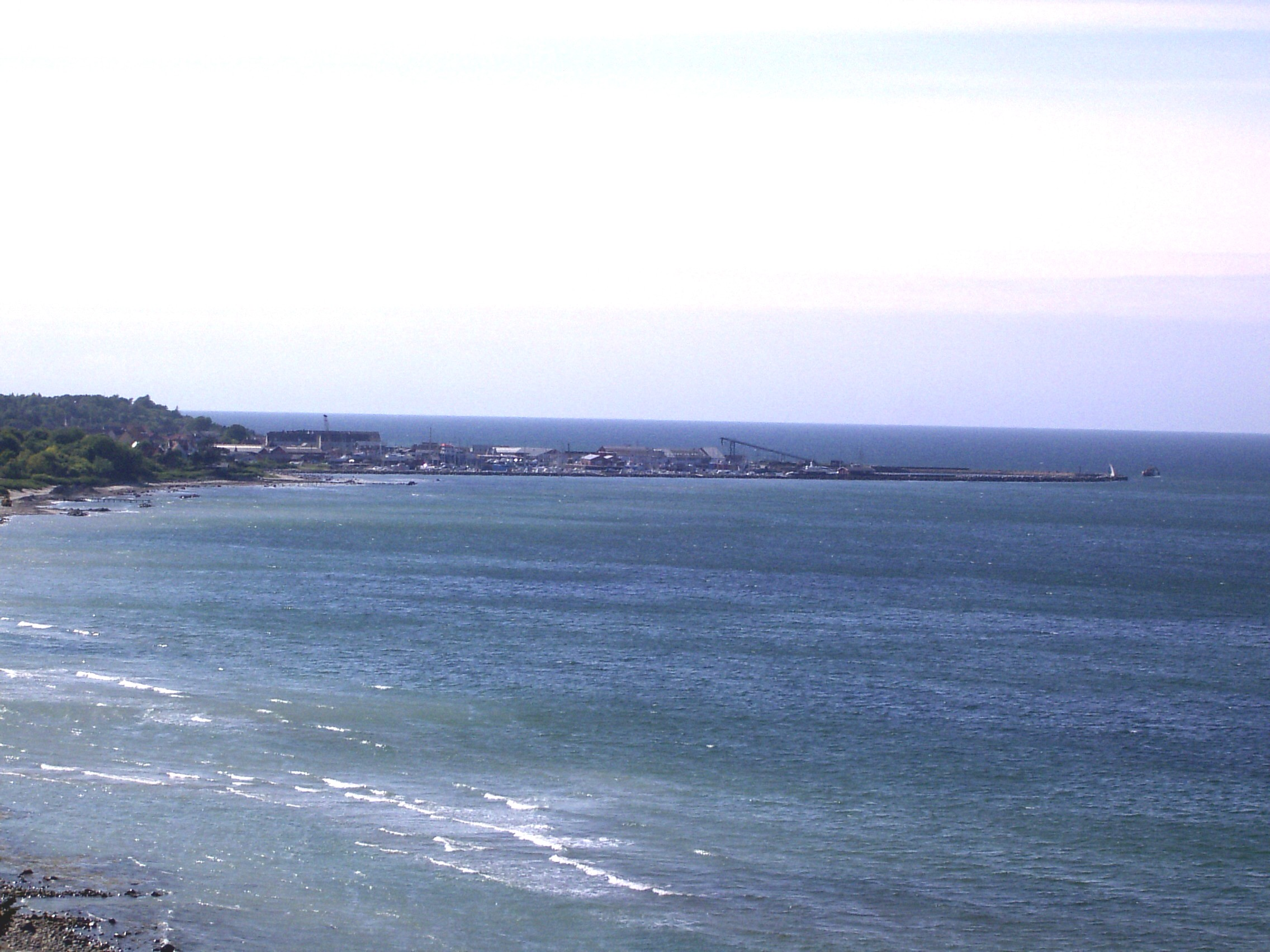
De haven van Gilleleje.

Noord-Seeland (Deens: Nordsjælland) is de algemene naam voor het noordoosten van Seeland. Het is niet duidelijk gedefinieerd, maar beslaat over het algemeen het gebied ten noorden van Kopenhagen en ten zuiden van Isefjord.
De kustlijn van Noord-Seeland is populair onder toeristen vanwege de natuur, met stranden en bossen die zich uitstrekken van Hundested tot Helsingør. Tussen Hornbæk en Ålsgårde liggen verschillende bunkers uit de Duitse bezettingstijd.

## Bestuurlijk
Tot 1 januari 2007 was Noord-Seeland verdeeld over de voormalige provincie Frederiksborg en de aangrenzende gemeenten Ledøje-Smørum, Værløse Kommune en Søllerød in de voormalige provincie Kopenhagen. De op die datum gevormde gemeenten Egedal, Furesø en Rudersdal bevatten gebieden uit beide provincies Frederiksborg en Kopenhagen. De rest van Noord-Seeland, inclusief het noordelijke deel van Hornsherred, behoorde oorspronkelijk tot Frederiksborg.

## Geboren
- Rasmus Paludan, Deens politicus en advocaat